# Kálvária (Salgótarján)

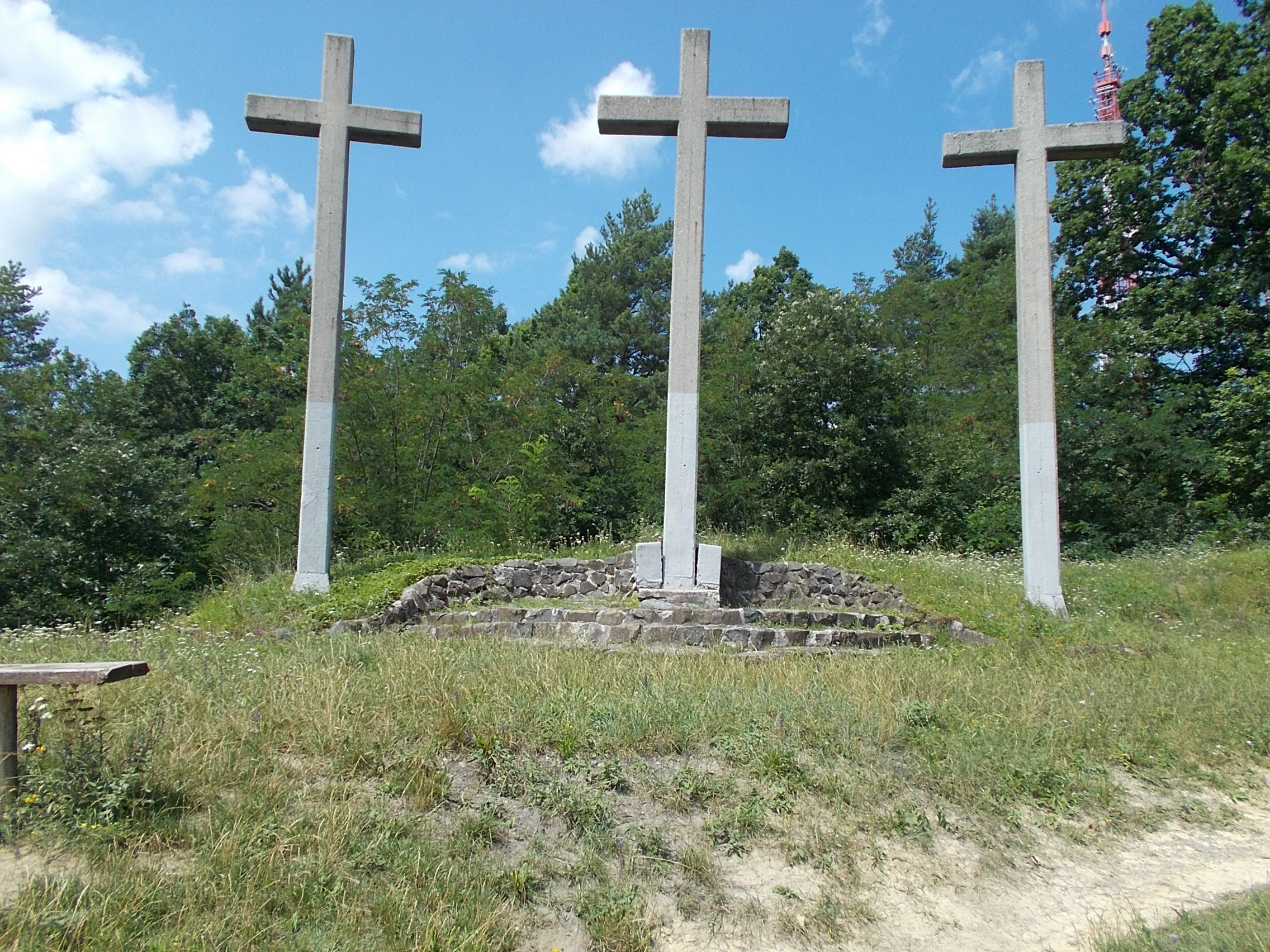
A salgótarjáni kálvária keresztjei

A Kálvária Salgótarján egyik nevezetessége.

## Története
A kálváriát 1949-ben szentelték fel a Pipishegy déli lejtőjénél a Karancs-völgye felé tartó katlan szélén. A teraszos megállót követően a Krisztus szenvedését megörökítő 14 stáció között gyalogút kanyarog a tetőn lévő három keresztig. Az eredeti dombormű stációképeket a salgótarjáni Szent Imre-hegyre Bóna Kovács Károly készítette el 1938 és 1943 között.
1979-re a területet benőtte a gaz és az akác. 1991-ben kiemelt látnivalóvá nyilvánították a kálváriát és maga a pápa is felszentelte az emlékművet. Ugyanebben az évben megkezdték a terület restaurációját. 2006-ra újra begazosodott a terület. 2008-ban újabb restaurációt hajtottak végre és új kereszt került a régi fakereszt helyére.
A jelenlegi stációképek műkő másolatok, Tarnoveán Katona Tamás restaurátor készítette el diplomamunkaként 2013-ban. A restaurált eredeti stációképeket a salgótarjáni Dornyay Béla Múzeumban helyezték el.
A kálvária mellett található a trianoni emlékmű (más néven Magyar Feltámadás Barlang)

## Galéria

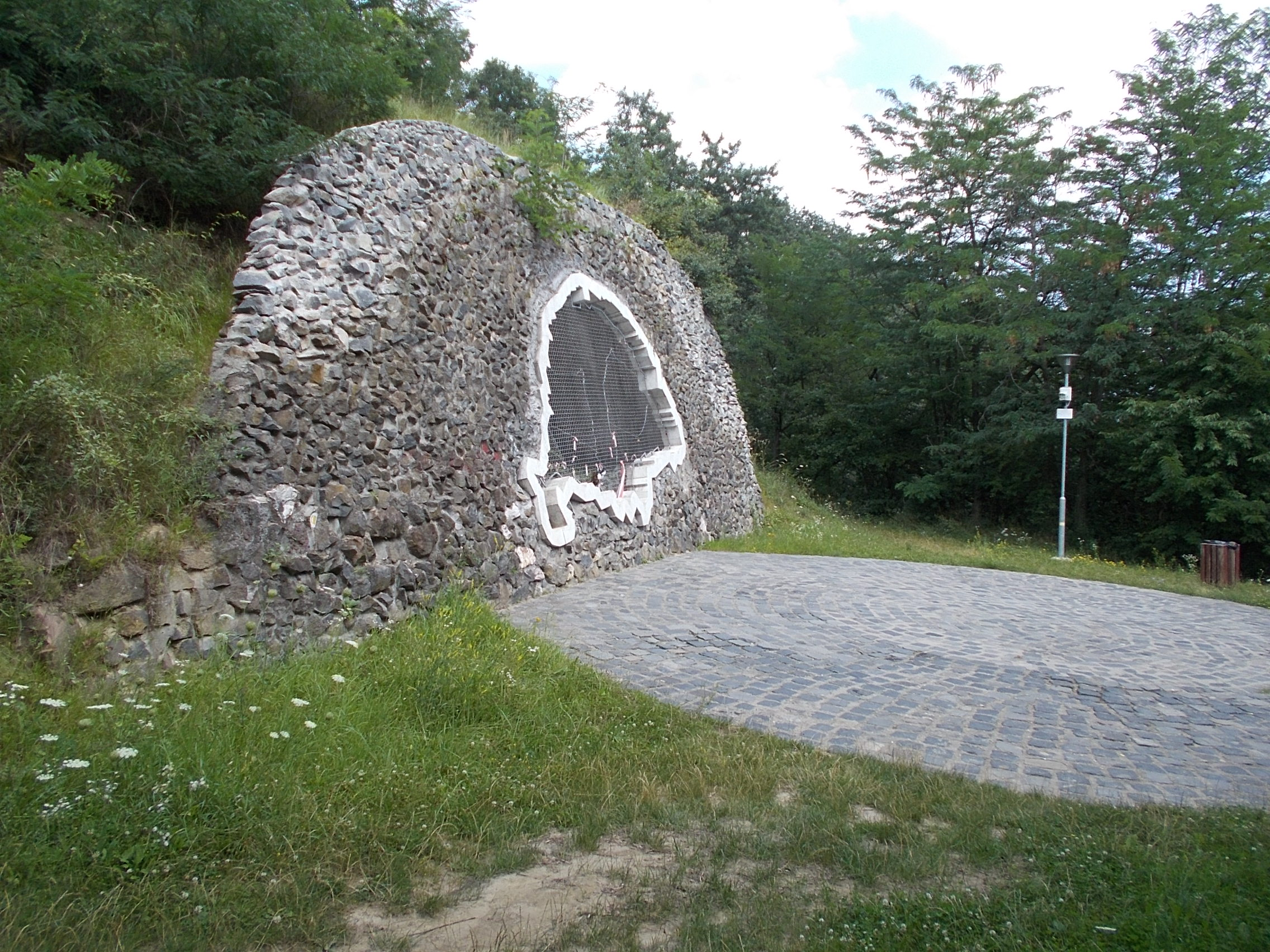
A Magyar Feltámadás Barlangja
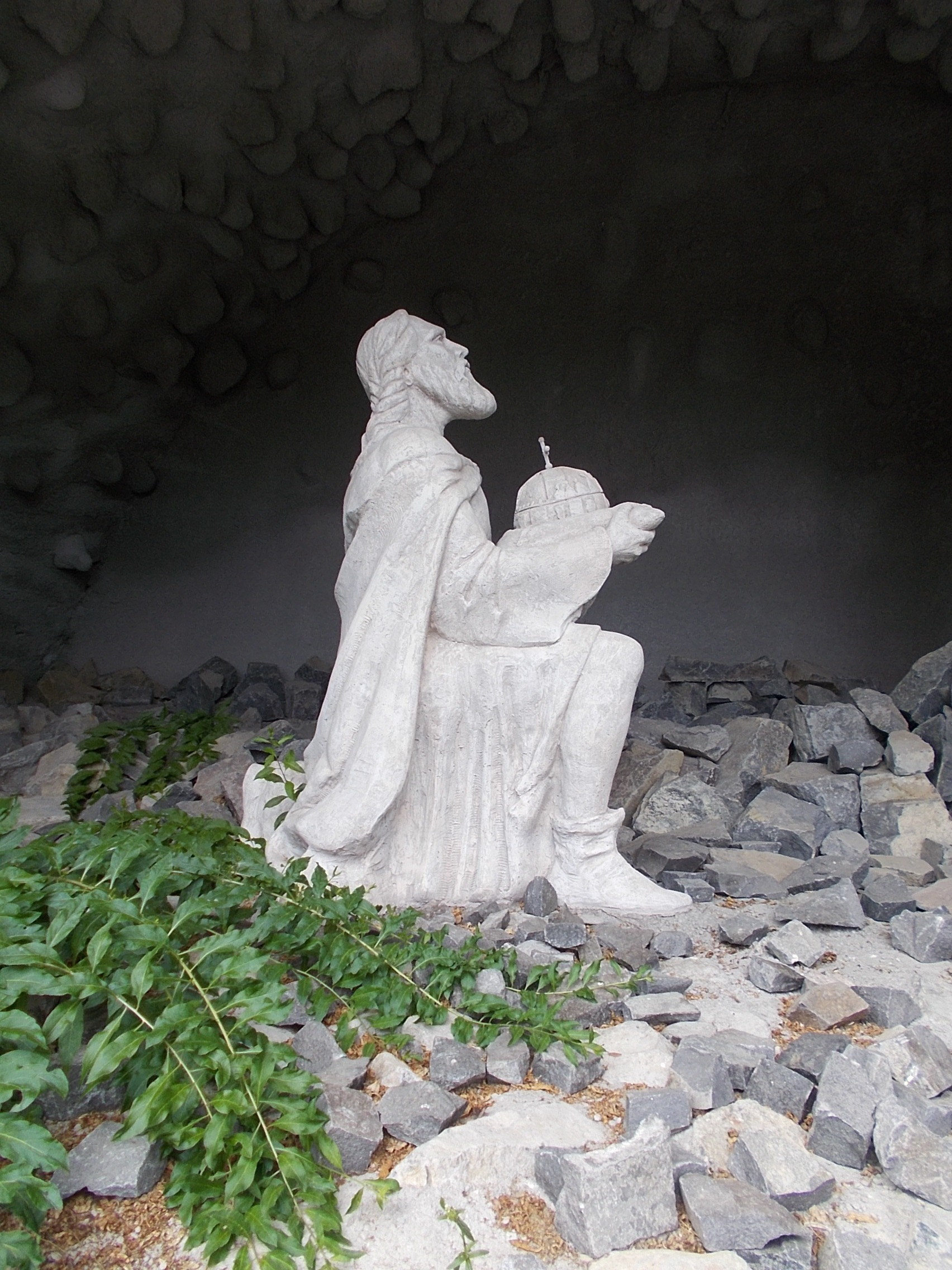
Szent István király szobra a kálvária mellett
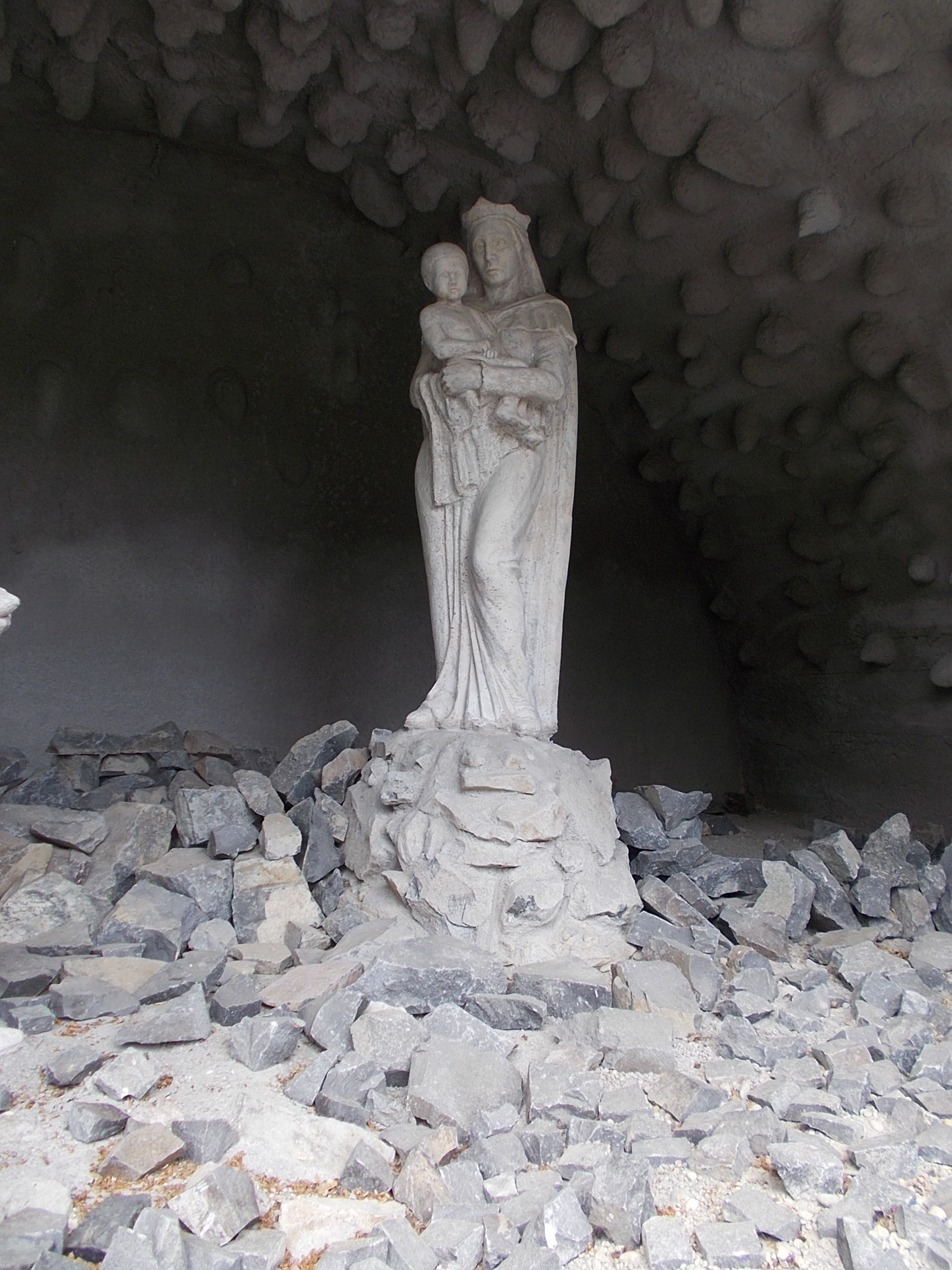
Szűz Mária és a kis Jézus szobra a kálvária mellett
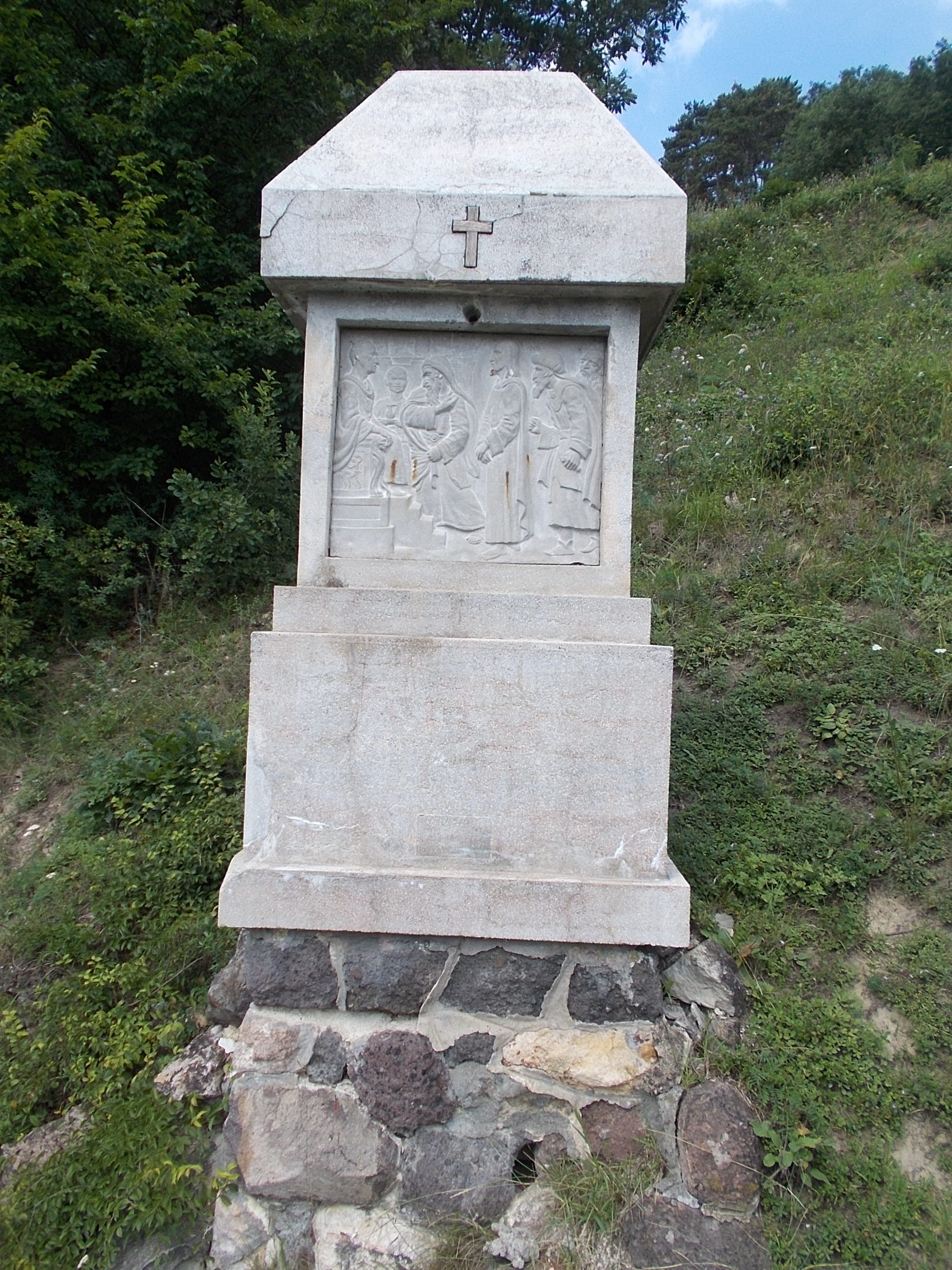
A kálvária egyik stációja
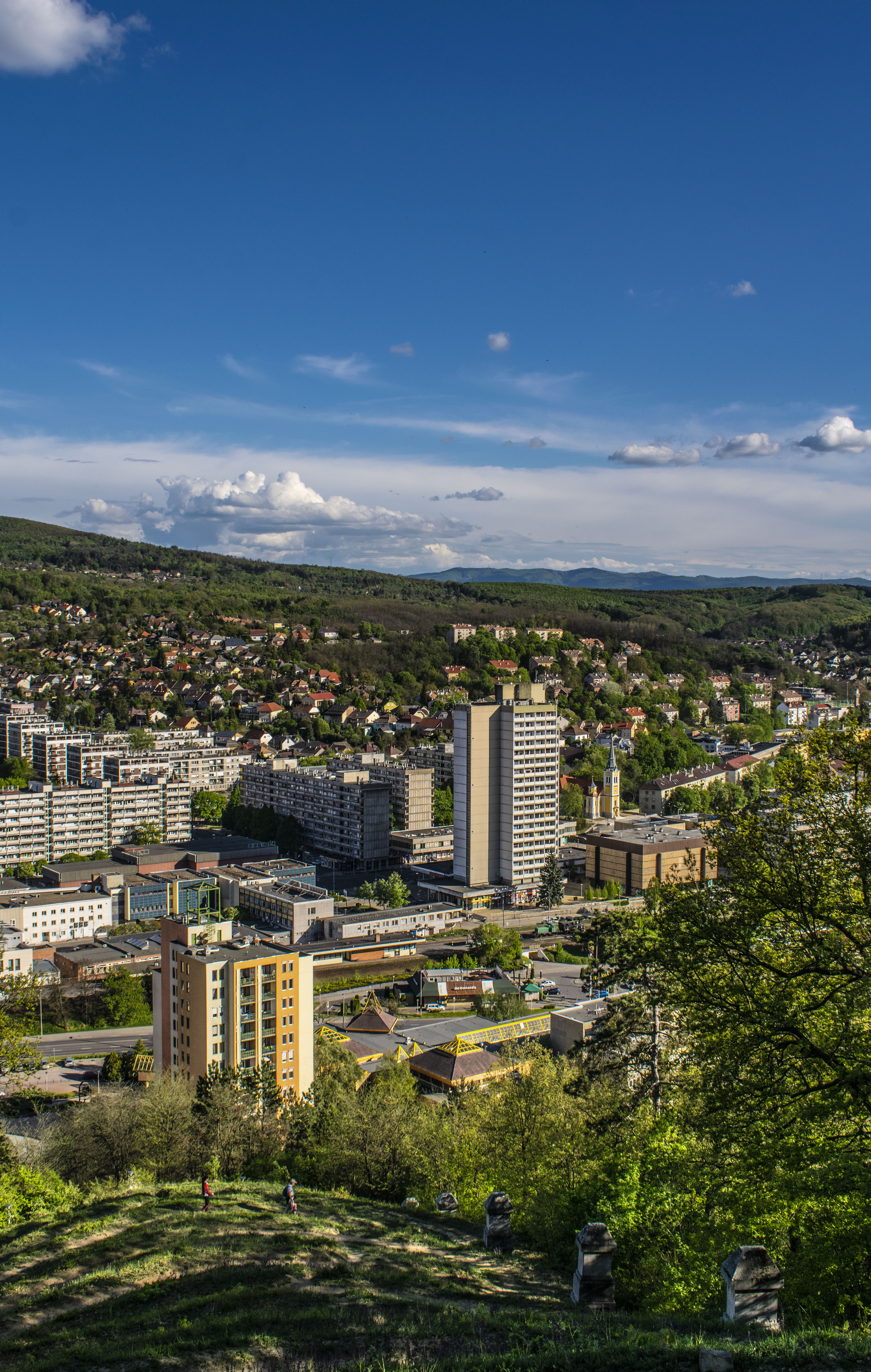
Kilátás a kálváriáról Salgótarjánra
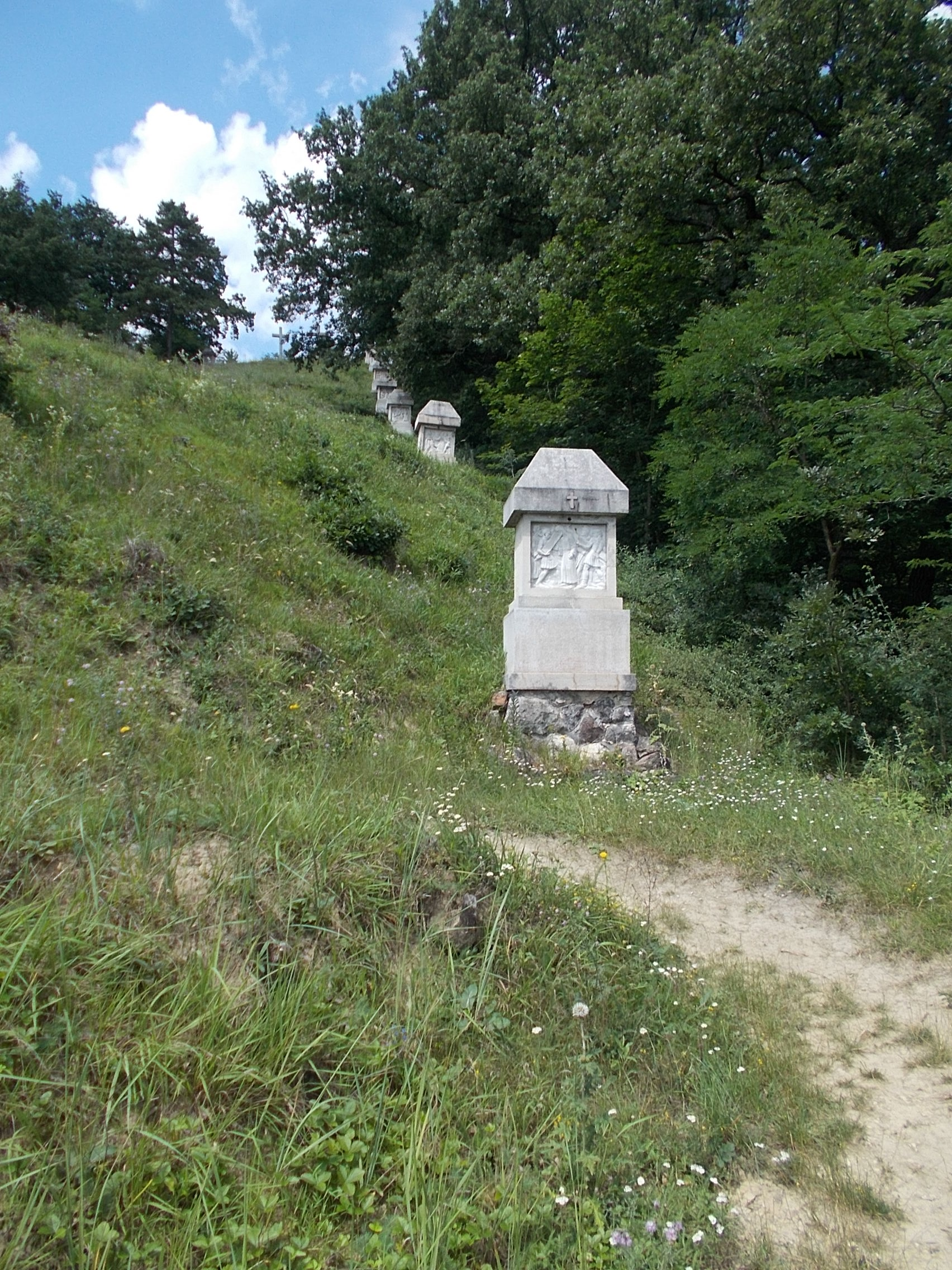